# CowParade

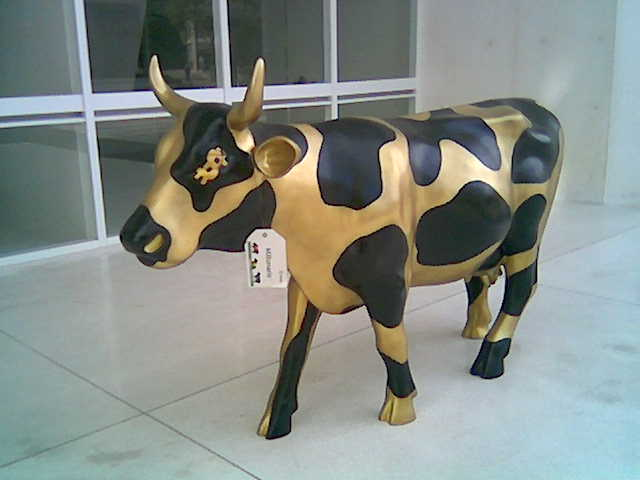
De Miljonairkoe, op het terrein van het Instituut voor Technologie en Hogere Studies van Monterrey

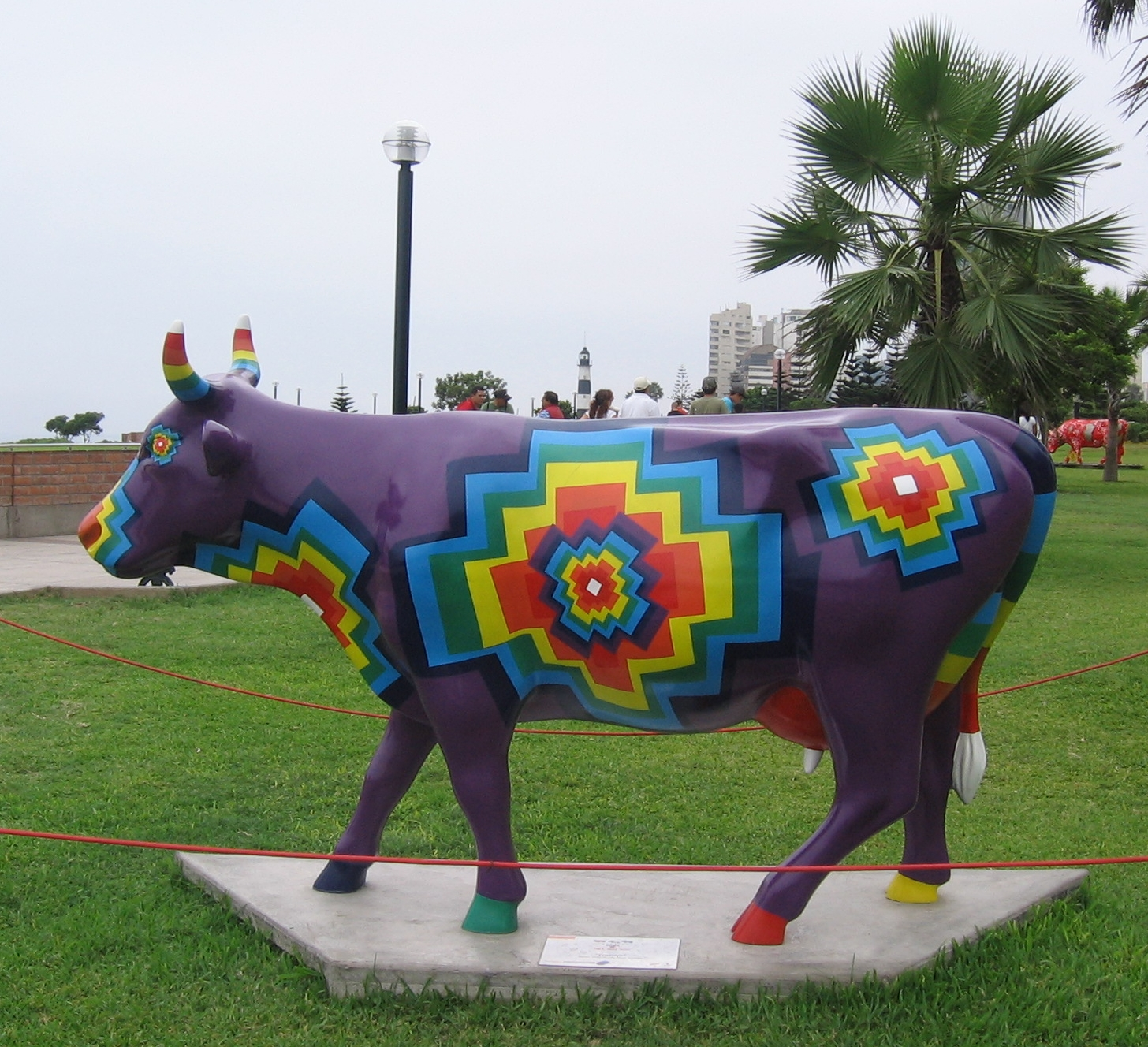
CowParade in Lima

De CowParade is een kunstproject dat in een groot aantal steden in de wereld is uitgevoerd. Het idee is dat een aantal van glasvezelkunststof gemaakte standbeelden van koeien door (plaatselijke) kunstenaars worden beschilderd en verspreid in de stad worden neergezet. Na een aantal maanden worden de beelden geveild en gaat de opbrengst naar een goed doel. In totaal werd er tot op heden ruim dertig miljoen dollar opgehaald voor verschillende goede doelen wereldwijd.

## Geschiedenis
Het idee is in 1998 ontstaan in de Zwitserse stad Zürich. Het is geïnspireerd op eenzelfde project van beschilderde leeuwen dat in 1986 in dezelfde stad te zien was. Steden over de hele wereld hebben intussen meegedaan. In totaal heeft CowParade in 32 landen (75 steden) gestaan in o.a. New York, Parijs, Milaan, Madrid, Houston, Tokio, Rio de Janeiro en Brussel. In 2000 was de beurt aan Arnhem.
Er zijn drie standaardmodellen, die alle drie door Pascal Knapp zijn ontworpen. Dit zijn: een staande, een liggende en een grazende koe. Tot nu toe zijn er ruim 5.000 koeien beschilderd door ruim 10.000 kunstenaars. De kunstenaars variëren van zeer bekend tot onbekend. Bekende kunstenaars die een beeld van de CowParade hebben beschilderd zijn o.a. Marcel Wanders, Rakim Rachid, Maryleen Schiltkamp, Oliviero Toscani.
Het grootste CowParade-event tot nu toe vond plaats in New York in 2000; hierbij waren 450 beschilderde koeien te zien.

## Spin-offs
Het project heeft vele spin-offs gehad, zoals de United Buddy Bears uit Berlijn, de Superlambanana's uit Liverpool, de Münchner Löwenparade en de Hippo Parade en Donkey Parade in België. In 2015 werd de Nijntje art parade gehouden waarbij manshoge Nijntjebeelden werden gemaakt die door verschillende kunstenaars werden versierd om geld in te zamelen voor UNICEF.